# Joel Suter
Joel Suter (* 25. Oktober 1998 in Frutigen) ist ein Schweizer Radrennfahrer.

## Sportlicher Werdegang
Joel Suter belegte 2016 bei der Schweizer Junioren-Meisterschaft im Einzelzeitfahren Platz drei.
2019 gewann er gemeinsam mit Robin Froidevaux, Damian Lüscher, Stefan Bissegger, Antoine Debons und Johan Jacobs das Mannschaftszeitfahren des U23-Etappenrennens Tour de l’Avenir. Bei Paris–Tours belegte er Platz zwei in der U23. Nach zwei Jahren beim UCI Continental Team Akros erhielt er ab der Saison 2020 einen Vertrag beim belgischen UCI ProTeam Bingoal WB.
2020 wurde Suter nationaler U23-Vizemeister im Einzelzeitfahren. Nach einem zweiten Etappenplatz bei der Tour du Limousin übernahm er für einen Tag die Führung in der Gesamtwertung. Im selben Jahr wurde er für die Strasseneuropameisterschaften im französischen Plouay nominiert, wo er Platz 50 im Strassenrennen belegte.
2022 wechselte Suter nach zwei Jahren beim Team Bingoal zum UAE Team Emirates, einem ICI WorldTeam. Im Januar des Jahres wurde er Zweiter der Trofeo Calvia. Nach einer Saison wechselte er zum neu als UCI ProTeam lizenzierten Schweizer Tudor Pro Cycling Team, für das er eine Etappe des Giro di Sicilia gewann.

## Erfolge
2019
- Mannschaftszeitfahren Tour de l’Avenir

2022
- Schweizer Meister – Einzelzeitfahren

2023
- eine Etappe Giro di Sicilia